# M'lefaat
M'lefaat je archeologická lokalita v severním Iráku, jedno z významných nalezišť protoneolitické kultury šánídár-karím-šáhirské. Její datace sahá asi do let 9900 - 9700 př. n. l. Leží asi 35 km východně od města Mosul. 

## Archeologický průzkum
Malé návrší je dnes prosté zeleně a vypíná se mezi dvěma mělkými údolími. Poprvé se o něm zmiňuje americký archeolog Braidwood r. 1954. Místo bylo značně poškozené za 2, světové války, kdy zde byly umístěny těžké zbraně a kopány protitankové příkopy. Záchranné práce zde byly zahájeny během stavby silnice z Mosulu do Erbílu v r. 1984. Polský archeolog Kozlowski zde strávil na vykopávkách dvě sezóny v r. 1989–1990, odkryl část návrší a provedl syntézu svých poznatků.

## Život v M'lefaatu
V M'lefaatu žili lidé zhruba od počátku 10. tisíciletí př. n. l. Bylo objeveno jedenáct podzemních okrouhlých domů. Patří dvěma různým obdobím osídlení, protože jsou zčásti postavené na sobě. Jsou uspořádány kolem centrálního dvora. Uvnitř domů byly nalezeny primitivní krby. Jako materiál je použit místní křemen. Základním materiálem pro nástroje byl pískovec. Z oblázků různých druhů kamene se vyráběly sekery, sekeromlaty, kladiva, palice, nádoby, brousky, sekáče, předměty popsané jako podnosy či tácky apod. 
Převažoval lov menších přežvýkavců, hlavně gazel. Nalezeny byly i kosti divokých koz, ovcí, skotu, zajíců, divočáků, jezevců a menších hlodavců. Nalezneme i zbytky ptáků, želv, říčních krabů a měkkýšů.   

## Hypotéza o nejstarší vesnici světa
M'lefaat je místem, kde archeologové z Chicagské univerzity nalezli společně s domy a jejich vybavením i spoustu úlomků primitivní keramiky vyrobené z podřadné hlíny. Nenalezli tu však křemenná ostří, keramiku a ozdobné předměty. 
Protože tyto všechny artefakty jsou v hojné míře nalézány v Kal'at Džarmu vzdáleném 100 km, je zřejmý předpoklad, že tato vesnice byla starší než Džarmo a vzhledem k tomu, že Záví Čemi, Šánídár i mladší Karím Šáhir byly sezónní stanice, prohlásili chicagští vědci, že jde zřejmě o nejstarší dosud nalezenou trvale obydlenou vesnici světa. Přitom je pravděpodobné, že zdejší obyvatelé přes využití obilí k potravě nepřekročili dosud hranici jeho pěstování a sbírali rostliny rostoucí divoce.